# SVB Beker 2024
La SVB Beker 2024 è stata la 30ª edizione della coppa nazionale surinamense di calcio, iniziata il 9 febbraio 2024 e terminata con la finale il 31 agosto 2024.
La squadra campione in carica è l'Inter Moengotapoe.

## Calendario
Il programma del torneo è il seguente.
| Turno            | Incontri                  |
| ---------------- | ------------------------- |
| Ottavi di finale | 9-17 febbraio 2024        |
| Quarti di finale | 23-24 marzo 2024          |
| Semifinali       | 29 marzo - 17 luglio 2024 |
| Finale           | 31 agosto 2024            |

## Ottavi di finale
| Squadra 1         | Risultato | Squadra 2        |
| ----------------- | --------- | ---------------- |
| Inter Moengotapoe | 5 – 2     | Junior 2014      |
| De Ster           | 4 – 5     | ACoconut         |
| Robinhood         | 5 – 0     | Real Moengotapoe |
| Flora             | 3 – 2     | TOK              |
| PVV               | 2 – 1     | Voorwaarts       |
| Leo Victor        | 0 – 1     | Inter Wanica     |
| Transvaal         | 9 – 0     | Jong Rica        |
| Notch             | 4 – 2     | Broki            |

## Quarti di finale
| Squadra 1    | Risultato | Squadra 2         |
| ------------ | --------- | ----------------- |
| Flora        | 0 – 7     | Notch             |
| Robinhood    | 8 – 1     | ACoconut          |
| Transvaal    | 1 – 3     | Inter Moengotapoe |
| Inter Wanica | 1 – 3     | PVV               |

## Semifinali
| Squadra 1         | Risultato | Squadra 2 |
| ----------------- | --------- | --------- |
| Robinhood         | 4 – 1     | Notch     |
| Inter Moengotapoe | 4 – 2     | PVV       |

## Finale
| Paramaribo 31 agosto 2024, ore 20:00 UTC-3                                         | Robinhood | 5 – 0 referto | Inter Moengotapoe |  |
| \| \| \| \| \| Rigters 10’, 90’ Andro 35’ Esajas 82’ Zijler 85’ \| Marcatori \| \| |           |               |                   |  |
|                                                                                    |           |               |                   |  |
| Rigters 10’, 90’ Andro 35’ Esajas 82’ Zijler 85’                                   | Marcatori |               |                   |  |